# La Estancia de Palo Dulce
La Estancia de Palo Dulce är en ort i Mexiko.   Den ligger i kommunen Querétaro och delstaten Querétaro Arteaga, i den centrala delen av landet, 210 km nordväst om huvudstaden Mexico City. La Estancia de Palo Dulce ligger 2 189 meter över havet och antalet invånare är 147.
Terrängen runt La Estancia de Palo Dulce är kuperad åt nordväst, men åt sydost är den platt. Runt La Estancia de Palo Dulce är det tätbefolkat, med 947 invånare per kvadratkilometer. Närmaste större samhälle är Santa Rosa Jauregui, 14,0 km söder om La Estancia de Palo Dulce. Omgivningarna runt La Estancia de Palo Dulce är en mosaik av jordbruksmark och naturlig växtlighet.